# Gerhard Dulckeit
Gerhard Dulckeit (* 6. Juni 1904 in Riga; † 16. Januar 1954 in Kiel) war ein deutscher Philosoph und Jurist. Er gilt als einer der bedeutendsten Erneuerer der Hegelschen Rechtsphilosophie und verfasste außerdem Schriften zur Rechtsgeschichte und Rechtsdogmatik.

## Leben
Dulckeit begann 1922 ein philosophisches Studium in Riga, das er wegen Ableistung des Militärdienstes im lettischen Heer abbrechen musste. Danach studierte er Jura und legte 1929 das Examen als Magister ab. Im Anschluss studierte er in Göttingen Rechtsphilosophie. Dulckeit wurde 1931 bei Julius Binder mit der Schrift Naturrecht und positives Recht bei Kant an der Universität Göttingen promoviert. 1932 studierte er für ein Jahr Römisches Recht an der Ruprecht-Karls-Universität Heidelberg. 1934 habilitierte er sich in Göttingen mit einer Arbeit zum römischen Erbrecht (Erblasserwille und Erwerbswille bei Antretung der Erbschaft) und erhielt die venia legendi für Römisches Recht, Privatrecht und Rechtsphilosophie. Nach Lehrstuhlvertretungen in Bonn und Kiel erhielt er 1937 eine Vertretung in Heidelberg für den vakanten Lehrstuhl des aus politischen Gründen entpflichteten Max Gutzwiller. 1938 wurde er auf diesem Lehrstuhl ordentlicher Professor für Römisches und Deutsches Bürgerliches Recht und für Internationales Privatrecht. 1940 zur Wehrmacht eingezogen, folgte er 1941 einem Ruf an die Reichsuniversität Straßburg, wo Dulckeit von der NSDAP gegenüber seinem Mitbewerber Max Kaser bevorzugt wurde. Dulckeit war zwar nicht Parteimitglied, hatte sich aber 1936 in einem viel beachteten Aufsatz gegen die Trennung von öffentlichem und Privatrecht im Sinne der Formel Ulpians von den duae positiones ausgesprochen und damit die NS-Ideologie von einer einheitlichen völkischen Rechtsordnung gestützt. Aufgrund des Wehrdienstes konnte Dulckeit in Straßburg keine Lehrveranstaltungen abhalten.
Ab dem Wintersemester 1945/46 wirkte Dulckeit am Wiederaufbau der juristischen Fakultät der Universität Kiel mit und erhielt dort 1947 einen Lehrstuhl. Er lehrte neben römischem und bürgerlichem Recht vor allem Rechtsphilosophie, wobei er sich vor allem für die Wiederbelebung des Römischen Rechtes einsetzte und hierzu 1952 ein Lehrbuch veröffentlichte.

## Familie
Gerhard Dulckeit war mit Christa von Arnim (* 1911) verheiratet.

## Schriften
- Naturrecht und positives Recht bei Kant, Scholl, Leipzig 1932.
- Erblasserwille und Erwerbswille bei Antretung der Erbschaft. Beiträge zum Willensproblem im klassischen römischen Erbrecht, Boehlau, Weimar 1934.

- Rechtsbegriff und Rechtsgestalt. Untersuchungen zu Hegels Philosophie des Rechts und ihrer Gegenwartsbedeutung. Junker u. Dünnhaupt, Berlin 1936.
- Die Idee Gottes im Geiste der Philosophie Hegels, Rinn, München 1947.
- Philosophie der Rechtsgeschichte. Die Grundgestalten des Rechtsbegriffs in seiner historischen Entwicklung. Quelle u. Meyer, Heidelberg 1950.
- Die Verdinglichung obligatorischer Rechte, Mohr, Tübingen 1951.
- Römische Rechtsgeschichte. Ein Studienbuch. C.H. Beck, München, Berlin 1952.